# Закадровый смех
Закадровый смех — аудиозапись человеческого смеха, используемая на телевидении, в основном в комедийных шоу, ситкомах. Впервые такой приём был использован звукорежиссёром Чарли Дугласом на американском канале CBS.
Иногда смех за кадром используется как стилистический приём в произведениях немассового искусства (например, такова пьеса Д. А. Пригова «Стереоскопические картинки частной жизни»).

## История

### Радио
До появления радио и телевидения зрители смотрели комедийные представления вживую в присутствии других людей. Радио и первые телевизионные выпуски использовали записи живых выступлений, а более поздние студийные шоу пытались воссоздать эту атмосферу, добавляя в саундтрек звук смеха или других реакций толпы. Джек Дадсуэлл, бывший владелец WWJB во Флориде, создал первую «пластинку смеха».
В 1946 году Джек Маллин привёз магнитофон с Радио Франкфурта вместе с 50 катушками с магнитной лентой. Лента 6,5 мм могла записывать 20 минут высококачественного звука. Позднее Александр Понятов и созданная им компания Ampex изготовили улучшенную версию магнитофона для использования в радиопроизводстве. Бинг Кросби использовал данную технологию для предварительной записи своего радио-шоу, которое было запланировано на определённое время каждую неделю, чтобы избежать необходимости выступать вживую, а также повторять его для аудитории Западного побережья. С введением этого метода записи стало возможным добавлять звуки во время постпродакшна.

### Телевидение
На раннем этапе телевидения, большинство программ, которые не транслировали в прямом эфире, записывали съёмкой каждой сцены несколько раз с разных ракурсов. Выступления актёров и съёмочной группы можно было контролировать, но живая публика не всегда могла «правильно» реагировать — иногда зрители смеялись слишком громко, долго или в неподходящее время. Звукорежиссёр CBS Чарли Дуглас заметил эти несоответствия и решил исправить ситуацию. Если шутка не вызывала нужный отклик, Дуглас вставлял дополнительный смех; если живая публика слишком долго смеялась, он постепенно заглушал хохот. Эта техника редактирования стала известна как «sweetening» — подслащивание, при котором записанный смех используется для усиления реакции реальной аудитории, если она не реагирует так, как хотелось бы. И наоборот, этот процесс использовали для того, чтобы «ослабить» реакцию аудитории, уменьшить слишком громкий смех или убрать неуместные аплодисменты.
Ещё работая на CBS, Дуглас построил прототип «машины смеха». Она состояла из большого деревянного колеса диаметром 28 дюймов с катушкой с лентой, на которую был записан смех. Прототип пришёл в негодность за несколько месяцев использования. В 1953 году Дуглас усовершенствовал машину, поместив записанные звуки в большой магнитофон. При этом был использован клавишный механизм. Разные клавиши содержали разные варианты смеха.
Первым американским телешоу, включающим смехотворный трек, был ситком «Шоу Хэнка МакКьюна», «Гордость семьи», «Шоу Джека Бенни» и «Я люблю Люси» и многих других.
Смех, записанный Дугласом, был распространён на телевидении США в 1950—1970 годы. К 1980-м годам его влияние уменьшилось, так как появились конкурирующие звуковые компании, и новая практика однокамерных ситкомов, полностью устраняющих аудиторию.

## Критика
В терминологии философа А. Зупанчич этот эффект называется маркированием возникновения комического объекта. Негативно оценивает его преподаватель ОНУ имени И. И. Мечникова Виктор Левченко: по его утверждению, закадровый смех, подобно разъяснению шутки, омертвляет смешное и не даёт зрителю самостоятельно различать его.
Славой Жижек считает, что смех за кадром вовсе не призван рассмешить зрителя. Напротив, телеэкран сам реагирует на свои шутки, позволяя зрителю заниматься другими делами и тем поощряя «бездумную, лихорадочную активность». При этом для создателей шоу важно, что зритель чувствует себя так, как будто смеялся он сам. Философы из Казанского университета Ю. Б. Кудашова и Т. М. Шатунова, во многом соглашаясь с Жижеком, находят в «интерпассивности» закадрового смеха положительные стороны — зритель перекладывает бремя потребительского наслаждения на чужие плечи и может идентифицировать себя как творческое, мыслящее существо.